# El Gouna FC
El Gouna FC (en árabe: نادي الجونة لكرة القدم‎) es un equipo de Fútbol de Egipto que juega en la Primera División de Egipto, la primera categoría nacional.

## Historia
Fue fundado en el año 2003 en la ciudad de El Gouna e iniciaron desde la cuarta división nacional, logrando ese mismo año el ascenso a la tercera división como campeones de liga. Al año siguiente asciende a la segunda división y en la temporada 2008/09 logra el ascenso a la Primera División de Egipto por primera vez.
El club jugaría cuatro temporadas en primera división en las que destacó una final de la Copa de Egipto en 2012/13, y descendió en la temporada 2014/15 al terminar en el lugar 16. En la temporada 2017/18 el club regresa a la primera división como campeón de zona.
En la temporada 2021-22 volvería a descender como 16.º de la tabla.

## Palmarés
- Segunda División de Egipto: 2

2008/09, 2017/18
- Cuarta División de Egipto: 1

2003/04

## Entrenadores
- Ismail Youssef (2007–2010)
- Anwar Salama (2010–2013)
- Rainer Zobel (2013–2015)
- Stefan Florian Rieger (2016)
- Hesham Zakareya (2017–2018)
- Hamada Sedki (2018 – Junio 2019)
- Reda Shehata (Junio 2019 – Julio 2019) (Interino)
- Nebojša Milošević (Julio 2019 – Diciembre 2019)
- Reda Shehata (Diciembre 2019) (Interino)
- Pedro Barny (Diciembre 2019 – Septiembre 2020)
- Reda Shehata (Septiembre 2020 – Abril 2022)
- Tamer Mostafa (Abril 2022 – Julio 2022)
- Talaat Youssef (Julio 2022 – Agosto 2022)
- Ahmed Mostafa (Septiembre 2022 – Julio 2023)
- Alaa Abdelaal (Julio 2023 – )

## Jugadores

#### Plantilla: 2024-25
- Actualizado al 1 de noviembre de 2024[2] [3]